# Ides de septembre
Ne doit pas être confondu avec les ides de mars.
Dans l'Antiquité romaine, les ides de septembre (en latin classique : idibus septembribus) étaient le treizième jour du mois de septembre et, selon la tradition, le jour anniversaire de la dédicace du temple de Jupiter capitolin, de la première clavifixion et de l'entrée en fonction des consuls de la première année de la république.
D'après une tradition rapportée par Plutarque, les ides de septembre était le natalis du temple de Jupiter capitolin.
C'était aussi le jour de la clavifixion. À ce propos, Tite-Live se rapporte à une loi archaïque affichée dans le temple de Jupiter capitolin, sur le mur séparant la cella de Jupiter de celle de Minerve. Elle prescrivait au preator maximus de planter, chaque année, un clou aux ides de septembre.
Une tradition, recueillie par Denys d'Halicarnasse, place en septembre l'entrée en fonction des consuls de la première année de la république et des années suivantes. 